# Češnjevek, Cerklje na Gorenjskem
Češnjevek je naselje v Občini Cerklje na Gorenjskem. Severno od naselja izvira Češnjevica.